# Skeby Kirke
Skeby Kirke er en kirke i Skeby Sogn i Nordfyns Kommune. Kirken ligger lige syd for landsbyen Ørritslev. At den tager navn efter Skeby en kilometer mod sydøst skyldes formentlig, at præstegården altid har ligget dér.
Kirken er omtalt første gang 1394 af biskop Theus Podebusk. Herudover er de eneste bevarede oplysninger om dens historie i middelalderen biskop Jacob Madsens oplistning af sine forgængeres visitatser 1455, 1457 og 1473, samt at kirken betalte den lave takst på 10 mark ved landehjælpen 1524-26.
Etatsråd Christoffer Sehested til Nislevgård erhvervede 1685 patronatsretten samt kaldsretten til kirken såvel som til Otterup og Lumby kirker. Kirken lå til Nislevgård til 1885.
Hjadstrup Kirke var muligvis annekskirke til Skeby i en kortere periode i 1500-tallet, men senest 1590 er det nævnt, at Otterup var annekskirke til Skeby; dette er også nævnt ved præsteindberetningen 1755.

## Bygning
Kirken er i sit udgangspunkt en romansk bygning af hele og kløvede kampesten med delvis brug af granitkvadre. Af denne bygning er nu alene bevaret skibets langmure og dets østre hjørner udført af kvadersten. Skibet var oprindelig cirka 12 m langt, mens det nedrevne kor almindeligvis var af halv størrelse, cirka 6 meter. Tre romanske vinduer aftegner sig stadig som spor i murværket.
I senmiddelalderen blev bygget en række tilføjelser til kirken, alle i munkesten i munkeskifte. Formentlig er vestudvidelsen den første af disse forandringer, hvorved skibet blev 5,4 m længere. Siden blev skibet forhøjet, sikkert som forberedelse til indsættelse af hvælv, som imidlertid aldrig er opført. Langhuskoret er opført sidst i senmiddelalderen, og inden middelalderens slutning blev også våbenhuset tilføjet.
Tårnet er opført i munkesten i krydsskifte 1595 og bekostet af Niels Skinkel, der også stod bag opførslen af kapellet ved korets østgavl.

## Inventar
Kirkens ældste inventargenstand er den romanske døbefont af den såkaldte Højbytype. Den ældste klokke er kun lidt yngre, fra 1200-tallets sidste halvdel, og er sammen med tvillingeklokken i Bogense Kirke Fyns ældste.
Prædikestolen er et bruskbarokt arbejde fra af Hans Nielsen Bang, Middelfart, som ifølge en oplysning fra 1755 skal have stået med en malet indskrift, at den var skænket 1650 af Laurids Skinkel og Sophie Parsberg. De formentlig franske alterbordskrucifiks af elfenben er skænket i første del af 1700-tallet af Christian Sehested og Charotte Amalie von Gersdorff, og altersølvet er fra o. 1740 og udført af Jacob Lund, Odense.
Den nygotiske altertavle huser en malet kopi efter C. W. Eckersbergs Bønnen i Getsemane Have fra Vor Frue Kirke (Svendborg), og er malet 1863 af Hans Peter Iversen. Alterskranken af støbejern er nok lidt yngre og af en type, der findes i flere kirker på Nordfyn, herunder Otterup og Rolfsted. I tårnrummet hænger et maleri fra cirka 1966 af den lokale kunstner, Ellen Hofman Bang med titlen Udfriet.

## Gravminder
Kirken huser to romanske gravsten, der begge er prydet af et relief af et processionskors. Den store gravsten med helfigursportrætter af Hans Skinkel og Anne Bild er fra o. 1555 og hører til en gruppe, der er udbredt på Bogenseegnen.
Et gravkapel blev indrettet omkring 1590 af Niels Skinkel i det kapel, der er bygget til øst for koret. Gravkapellet synes ikke at have været brugt efter det o. 1693 overgik til kirkeejer Christoffer Sehested. 1882 stod der syv forfaldne kister i kapellet, der blev sløjfet kort efter og nu fungerer som ligkapel.

## Eksterne kilder og henvisninger
- Wikimedia Commons har flere filer relateret til Skeby Kirke
- Skeby Kirke hos DanmarksKirker.natmus.dk
- Fotos af "Skeby" i Nationalmuseets database Samlinger Online
- Kirkens beskrivelse hos Trap – Kongeriget Danmark, 3. udgave, bind 3, s. 464
- Skeby Kirke hos KortTilKirken.dk